# Número positivo

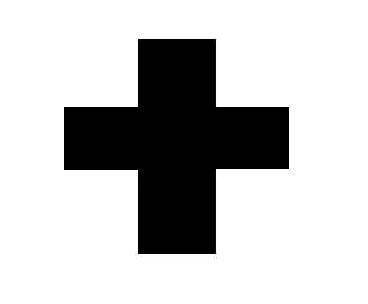
prefijo (generalmente omitido) de un número positivo.

Un número real es positivo si no es 0 ni un número negativo. El número 0 se considera un número neutro. A veces se puede usar para dividir o multiplicar por el mismo número.
A veces se incluye al mismo número 0 como número positivo. En tal caso, se dice que los números mayores que 0 son estrictamente positivos.

## Propiedades
- La suma de dos números positivos siempre da como resultado un número positivo.
- La multiplicación de dos números positivos siempre da como resultado un número positivo.

- Datos: Q3176558